# Cutty
Cutty (auch: Khuti) ist eine Ortschaft im Departamento La Paz im südamerikanischen Andenstaat Bolivien.

## Lage im Nahraum
Cutty liegt in der Provinz Loayza und ist der neuntgrößte Ort im Cantón Luribay im Municipio Luribay. Die Ortschaft liegt auf einer Höhe von 2704 m an der Mündung des Río Mullakha Jahuira in den Río Luribay in einem der östlich gelegenen Täler der Serranía de Sicasica, etwa 100 Kilometer Luftlinie südöstlich von La Paz, der Hauptstadt des gleichnamigen Departamentos.

## Geographie
Cutty liegt zwischen dem bolivianischen Altiplano im Westen und dem Amazonas-Tiefland im Osten. Die Region weist ein typisches Tageszeitenklima auf, bei dem die mittleren Temperaturunterschiede zwischen Tag und Nacht größer sind als die Temperaturunterschiede zwischen den Jahreszeiten.
Die Jahresdurchschnittstemperatur der Region liegt bei knapp 15 °C und schwankt zwischen 11 und 12 °C im Juni/Juli und gut 16 °C im November (siehe Klimadiagramm Luribay). Der Jahresniederschlag liegt bei 600 mm mit einer ausgeprägten Trockenzeit von Mai bis August und Monatsniederschlägen von mehr als 100 mm im Januar und Februar.

## Verkehrsnetz
Cutty liegt in einer Entfernung von 182 Straßenkilometern südöstlich von La Paz, der Hauptstadt des Departamentos.
Von La Paz aus führt die asphaltierte Nationalstraße Ruta 1 in südlicher Richtung 104 Kilometer bis Patacamaya. Von dort zweigt sechs Kilometer weiter südlich eine unbefestigte Stichstraße Richtung Nordosten ab, die Passhöhen von mehr als 4750 m überwindet. Sie führt über Anchallani und erreicht nach insgesamt 66 Kilometern den zentralen Ort Luribay und weitere sechs Kilometer flussaufwärts nach Cutty.

## Bevölkerung
Die Einwohnerzahl der Ortschaft ist in dem Jahrzehnt zwischen den beiden letzten Volkszählungen um mehr als die Hälfte angestiegen:
| Jahr | Einwohner         | Quelle       |
| ---- | ----------------- | ------------ |
| 1992 | keine Detaildaten | Volkszählung |
| 2001 | 129               | Volkszählung |
| 2012 | 214               | Volkszählung |
| 2024 |                   | Volkszählung |

In dieser Region ist die Aymara-Bevölkerung vorherrschend, im Municipio Luribay sprechen 97,3 Prozent der Bevölkerung Aymara.